# Alopecocyon
L'alopecocione (genere Alopecocyon Camp & Vanderhoof, 1940) è un mammifero carnivoro estinto, appartenente agli ailuridi. Visse nel Miocene medio (circa 18 – 15 milioni di anni fa) e i suoi resti fossili sono stati ritrovati in Europa, Asia e Nordamerica.

## Descrizione
Questo animale è noto principalmente per resti frammentari, soprattutto mandibole, denti e parti di mascelle. È quindi impossibile una ricostruzione dettagliata, ma dal raffronto con altri animali simili si suppone che Alopecocyon fosse vagamente simile all'attuale panda minore (Ailurus fulgens). Al contrario delle forme più arcaiche di ailuridi come Amphictis, Alopecocyon possedeva il secondo molare più grande del primo. Entrambi questi generi, tuttavia, condividono la struttura generale dei molari e la presenza di una scanalatura laterale sui canini, come anche gli ailuridi più derivati.

## Classificazione
Il genere Alopecocyon venne istituito nel 1940 da Camp e Vanderhoof, per accogliere una specie già nota in precedenza, ma attribuita erroneamente al genere Cynodictis (C. goeriachensis, Toula 1884), proveniente dalla Germania. Altre specie vennero in seguito attribuite a questo genere: A. getti (Mein, 1958) della Francia e A. leardi del Nordamerica, inizialmente attribuita a un genere a sé stante, Actiocyon (Stock, 1947). A. getti, tuttavia, potrebbe non essere una specie di Alopecocyon, poiché secondo uno studio (Ginsburg, 2002) sarebbe da attribuire alla famiglia degli anficionidi, quindi in un genere a sé stante, Meiniogale.
In ogni caso, Alopecocyon è considerato un membro piuttosto basale degli ailuridi, il gruppo di mammiferi carnivori attualmente rappresentati dal solo panda minore. Alopecocyon potrebbe essere derivato dal genere parafiletico basale Amphictis, in particolare dalla specie A. wintershofensis, che ha il più lungo secondo molare inferiore tra tutte le specie di Amphictis. È molto probabile, inoltre, che Alopecocyon sia strettamente imparentato con il successivo Simocyon, un ailuride specializzato di dimensioni maggiori.  Un rapporto diretto antenato-discendente tra Simocyon e Alopecocyon è tuttavia improbabile, in quanto una specie basale di Simocyon è coesistita con Alopecocyon alla fine del Miocene medio in Cina (Wang et al., 1998).

## Paleoecologia
Alopecocyon, così come Amphictis, non mostra le specializzazioni dentarie estreme dei successivi ailuridi come Ailurus e Parailurus, dai molari trituranti e dalla dieta erbivora. È probabile che Alopecocyon e Amphictis fossero piccoli onnivori.